# Payment Deferred
Pour plus de détails, voir Fiche technique et Distribution.
Payment Deferred est un film américain réalisé par Lothar Mendes, sorti en 1932.

## Synopsis
L'employé de banque londonien William Marble, fort endetté, assassine son riche neveu afin de réaliser une bonne affaire en bourse.

## Fiche technique
- Titre : Payment Deferred
- Réalisation : Lothar Mendes
- Scénario : Ernest Vajda et Claudine West d'après la pièce de Jeffrey Dell et le roman de C. S. Forester
- Direction artistique : Cedric Gibbons
- Costumes : Adrian
- Photographie : Merritt B. Gerstad
- Montage : Frank Sullivan
- Société de production : Metro-Goldwyn-Mayer
- Pays d'origine : États-Unis
- Format : Noir et blanc - 1,37:1 - Mono
- Genre : drame
- Date de sortie : 1932

## Distribution
- Charles Laughton : William Marble
- Maureen O'Sullivan : Winnie Marble
- Dorothy Peterson : Annie Marble
- Verree Teasdale : Mme Collins
- Ray Milland : James Medland
- Billy Bevan : Hammond
- Halliwell Hobbes : un locataire potentiel

Parmi les acteurs non crédités :
- Ethel Griffies : cliente du magasin
- Crauford Kent : courtier
- Doris Lloyd : la femme à la banque
- Carl Stockdale : geôlier